# Elecciones generales de Dominica de 1970
Elecciones generales tuvieron lugar en Dominica el 26 de octubre de 1970. El Partido Laborista de Dominica obtuvo 8 de los 11 escaños disputados. La participación fue de 81.6%. 

## Resultados
| Partido                                   | Votos  | %    | Escaños | +/–   |
| ----------------------------------------- | ------ | ---- | ------- | ----- |
| Partido Laborista de Dominica             | 9,877  | 49.9 | 8       | –2    |
| Partido Popular Unido de Dominica         | 7,578  | 38.3 | 2       | Nuevo |
| Facción del Partido Laborista de Dominica | 1,387  | 7.0  | 1       | Nuevo |
| Independentes                             | 933    | 4.7  | 0       | 0     |
| Votos blancos/nulos                       | 1,347  | –    | –       | –     |
| Total                                     | 21,122 | 100  | 11      | 0     |
| Votantes registrados/participación        | 25,890 | 81.6 | –       | –     |
| Fuente: Nohlen                            |        |      |         |       |